# Werner Janson
Paulus Werner Folke Janson, född 4 december 1922 i Örkelljunga, är en svensk målare. 
Han var son till fabrikören Joel Janson och Enea Clarence Nilsson. Janson studerade vid Skånska målarskolan i Malmö och vid Otte Skölds målarskola i Stockholm 1947 samt vid Konsthögskolan 1948–1953 och under studieresor till bland annat Nederländerna, Frankrike och Nordafrika. Han medverkade sedan 1947 i Nationalmuseums utställning Unga tecknare några gånger och på Kulla-konst i Höganäs sedan 1948 samt i utställningar med Skånes konstförening och Sveriges allmänna konstförening. Tillsammans med Gösta Pettersson, Stig Claesson och Göran Mörner ställde han ut på Färg och Form i Stockholm 1956. Han tilldelades ett stipendium från Erik Sääfs fond 1952. Hans konst består av stilleben, figurskildringar, landskap och nonfigurativa målningar i olika tekniker.